# Wolibórz

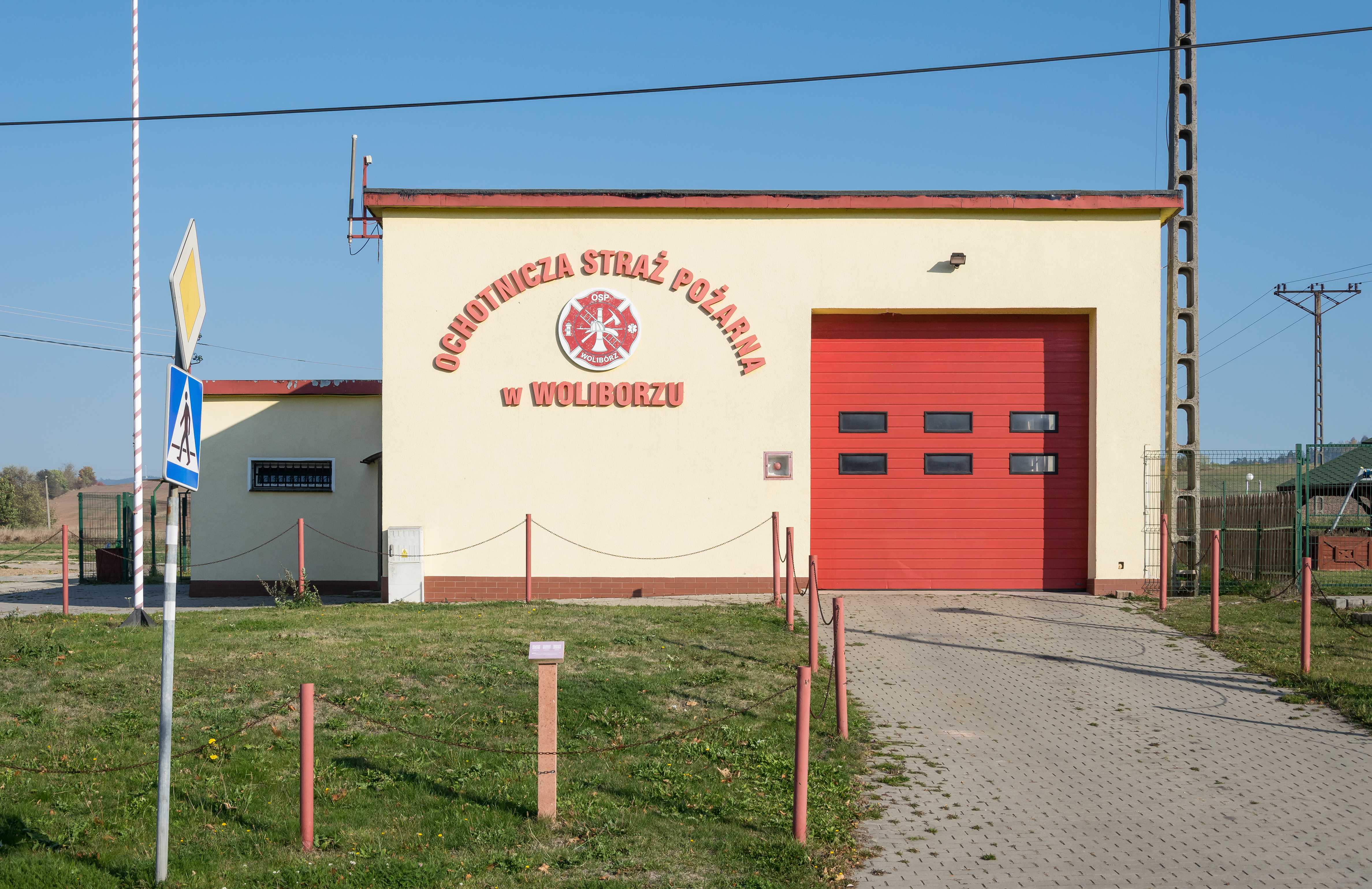
Remiza OSP w Woliborzu

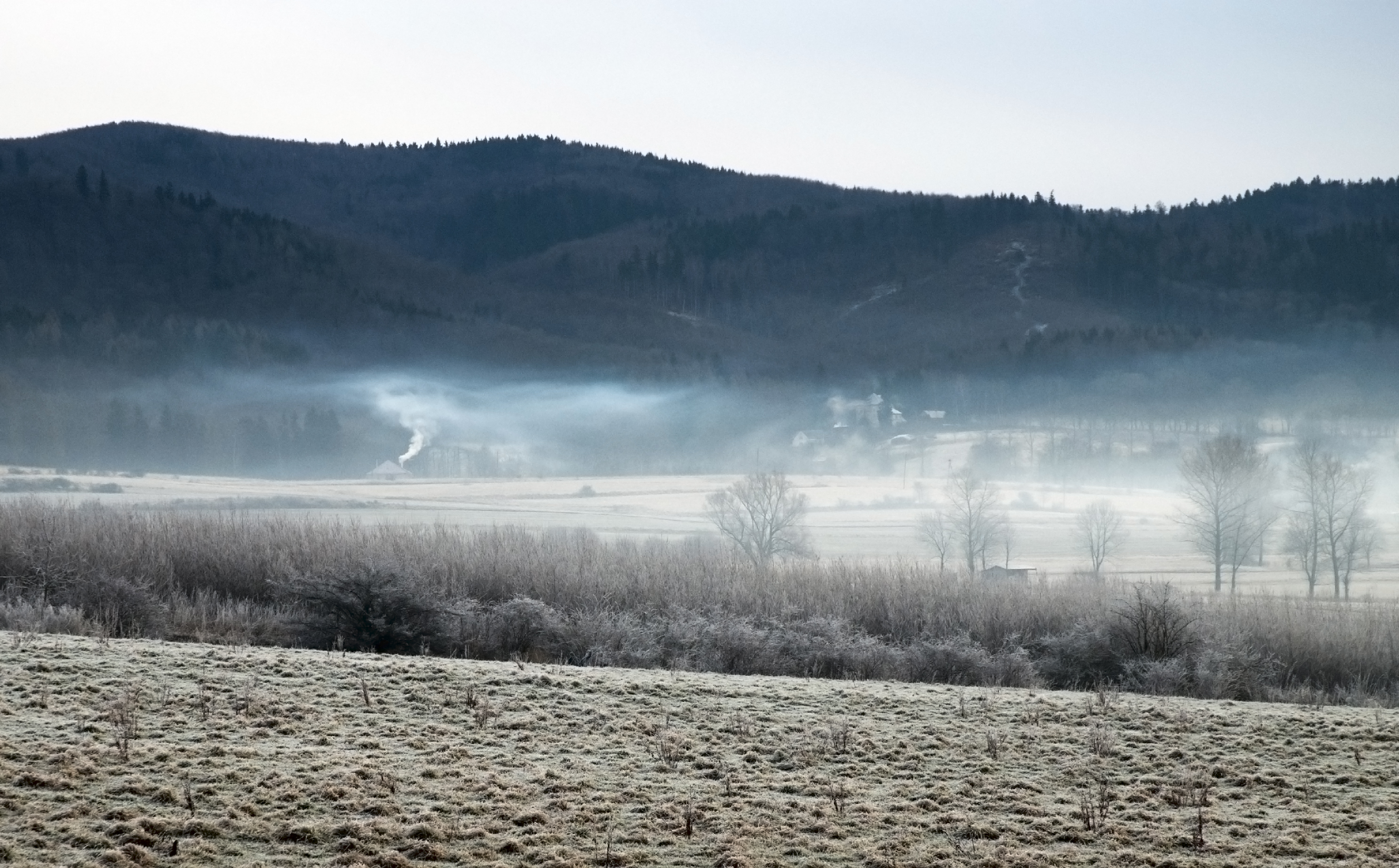
Mgły nad Woliborzem

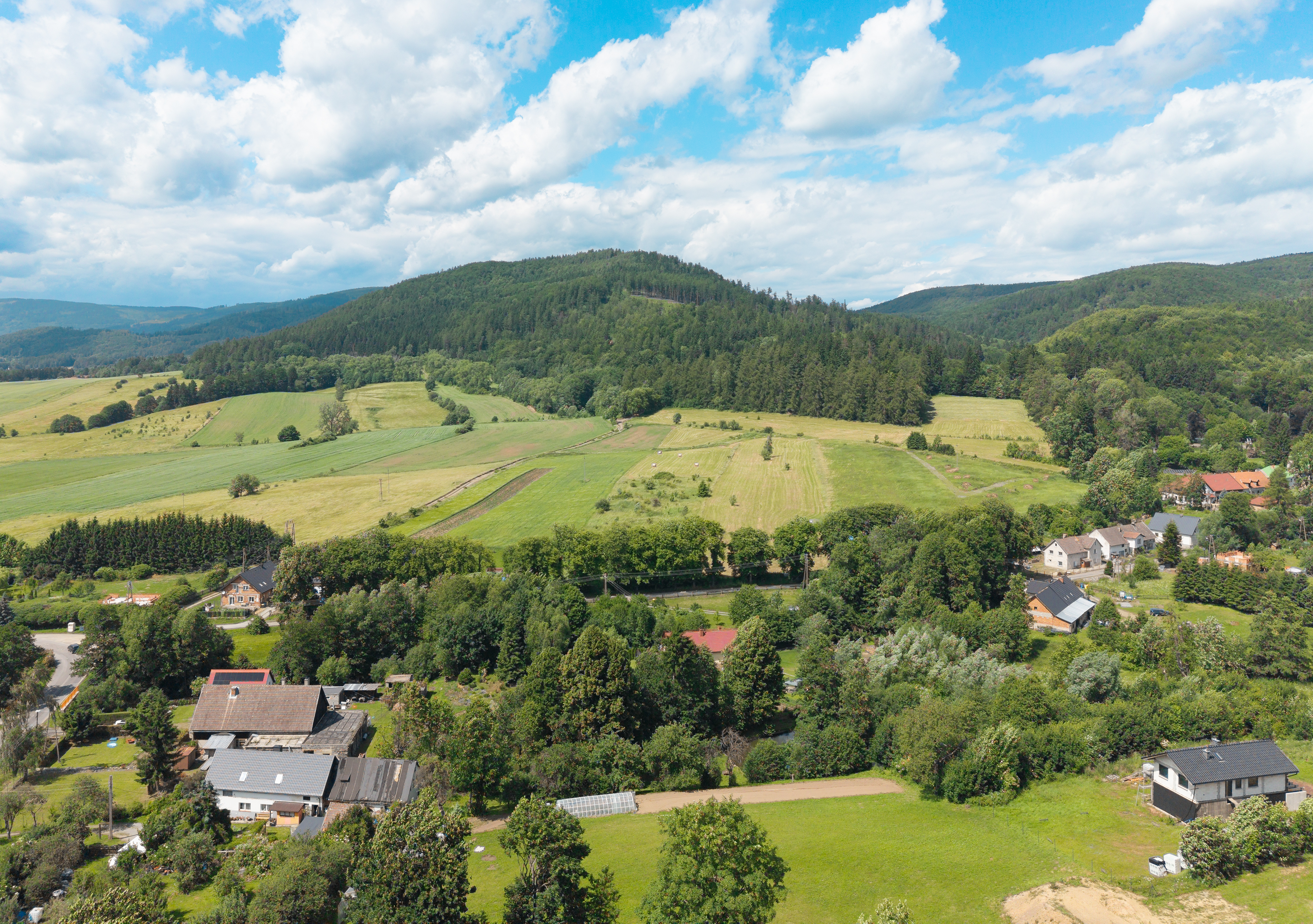
Golec, na pierwszym planie Wolibórz

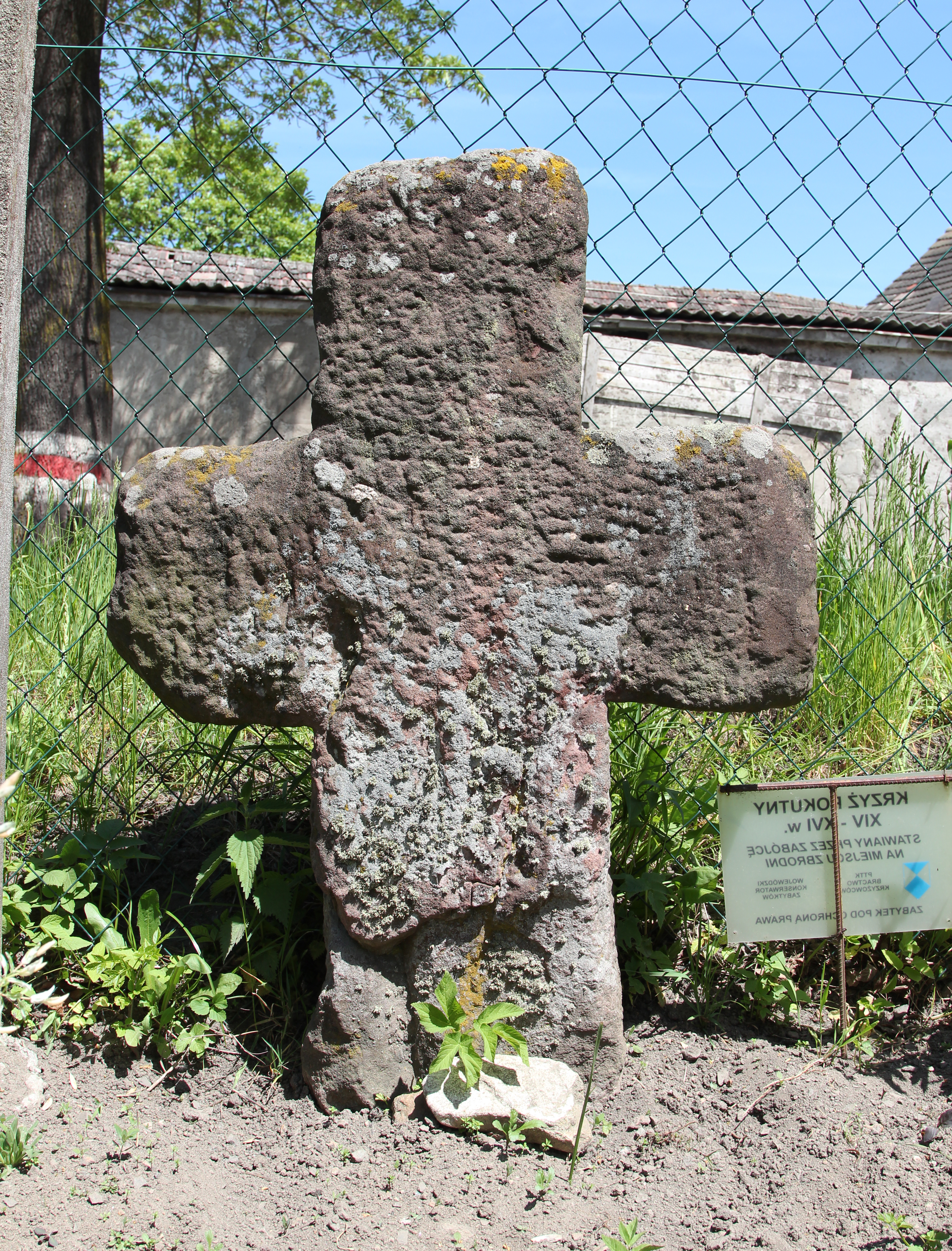
Monolitowy krzyż kamienny w Woliborzu

Wolibórz (niem. Volpersdorf) – wieś w Polsce, położona w województwie dolnośląskim, w powiecie kłodzkim, w gminie Nowa Ruda.

## Podział administracyjny
| SIMC    | Nazwa     | Rodzaj      |
| ------- | --------- | ----------- |
| 0854570 | Podlesie  | osada       |
| 0854587 | Przygórze | osada leśna |

W latach 1975–1998 miejscowość należała administracyjnie do województwa wałbrzyskiego.

## Położenie
Miejscowość jest położona u podnóża Gór Sowich w dolinie potoku Woliborki, między Obniżeniem Noworudzkim a Garbem Dzikowca. Przebiegają przez nią 2 drogi wojewódzkie: nr 384 do Łagiewnik przez Bielawę (obwodnica) i Dzierżoniów oraz nr 385 do Ząbkowic Śląskich i Nowej Rudy.

## Nazwa
12 listopada 1946 r. nadano miejscowości polską nazwę Wolibórz.

## Demografia
W 1933 r. w miejscowości mieszkało 2665 osób, a w 1939 r. – 2589 osób. W 2006 r. w Woliborzu mieszkało około 1300 osób. Według Narodowego Spisu Powszechnego (III 2011 r.) liczył 1094 mieszkańców.

## Kolej
W Woliborzu znajduje się nieczynna stacja kolejowa na linii kolejowej nr 327 (kolej sowiogórska).

## Zabytki
Do rejestru zabytków Narodowego Instytutu Dziedzictwa wpisany jest:
- Kościół św. Jakuba Apostoła w Woliborzu, filialny z 1514 r, przebudowywany w latach 1784 i 1821–1822; wieżę zbudowano w latach 1898–1899.

Inne zabytki:
- Stary monolitowy krzyż kamienny, być może późnośredniowieczny. Hipoteza, że jest to tzw. krzyż pokutny opiera się na nieuprawnionym założeniu, że wszystkie stare krzyże kamienne, są krzyżami pokutnymi,  gdy tymczasem powody fundacji mogły być różnorodne (krzyż pokutny, pamiątkowy, wotywny, graniczny, z motywacji ściśle religijnej, itd).

## Kultura
We wsi rozgrywa się akcja rozdziału Partery zbioru reportaży Busz po polsku autorstwa Ryszarda Kapuścińskiego (1962).

## Ludzie związani z Woliborzem
- Grzegorz Kołacz – mieszkaniec Woliborza, poseł na Sejm V kadencji.
- Paweł Parniak – uznawany za najstarszego Dolnoślązaka i jednego z najstarszych Polaków (ur. 27 lutego 1890 w Nowosiółce Biskupiej, zm. 27 marca 2006 w Woliborzu).